# The Heart of Paula
The Heart of Paula est un film américain réalisé par Julia Crawford Ivers et William Desmond Taylor, sorti en 1916.

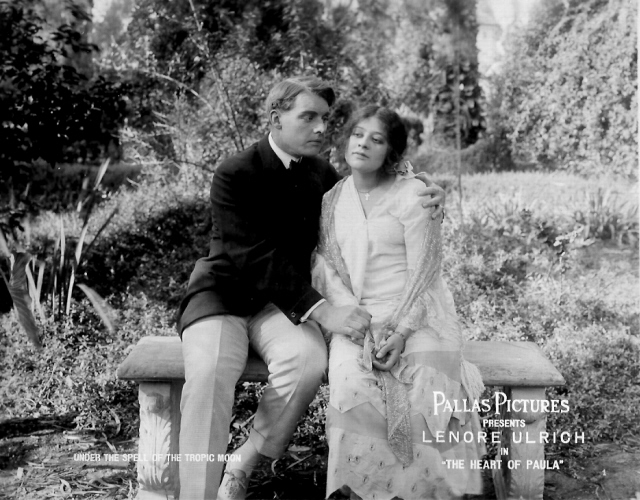
Photo extraite du film.

Deux fins différentes ont été tournées: une fin heureuse et une fin tragique, ce qui est une première pour un film. Il a été demandé aux gérants de salles de cinéma de choisir leur version préférée, mais le vote n'a pas permis de départager les deux versions, et c'est finalement la version heureuse qui a été tirée au sort.

## Synopsis

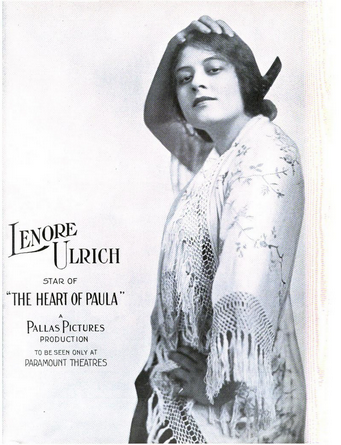
Lenore Ulrich.

## Fiche technique
- Réalisation : Julia Crawford Ivers et William Desmond Taylor
- Scénario : Julia Crawford Ivers
- Production : Pallas Pictures
- Photographie : James Van Trees
- Distributeur : Paramount
- Durée : 5 bobines
- Date de sortie :
  - États-Unis : 2 avril 1916

## Distribution
- Lenore Ulric : Paula Figueroa
- Velma Lefler : Claire Pachmann
- Jack Livingston : Stephen Pachmann
- Forrest Stanley : Bruce McLean
- Howard Davies : Emiliano Pacheco
- Herbert Standing : Mr. Adams
- Antonio Corsi : Dieguez

## Production
Le film a été tourné au Mexique.